# Jekaterina Dafovska
Jekaterina Dafovska (bulgariska: Екатерина Дафовска), född 28 november 1975 i Tjepelare i Bulgarien, är en bulgarisk före detta  skidskytt. 1999 fick Dafovska sonen Martin. Hon är utbildad lärare.

## Världscupen
Dafovska körde sin första tävling i världscupen säsongen 1992/1993 på en distans i Pokljuka där hon slutade 32:a. Hon avslutade sin karriär under avslutningen av säsongen 2005/2006 i Holmenkollen, och hennes sista lopp blev en masstart där hon slutade på plats 17. Under åren har hon stått på pallen 10 gånger. Hon har vunnit totalt 5 tävlingar, samtliga fyra i världscupen kom under säsongen 2002/2003. En säsong som även blev den med bäst resultat i den totala världscupen, nämligen fyra. Hon slutade även tvåa i distanscupen och trea i sprintcupen.

### Världscupsegrar
| År   | Plats          | Disciplin |
| ---- | -------------- | --------- |
| 1998 | Nagano (OS)    | Distans   |
| 2002 | Brezno-Osrblie | Jaktstart |
| 2003 | Oberhof        | Sprint    |
| 2003 | Ruhpolding     | Jaktstart |
| 2003 | Antholz        | Distans   |

## Olympiska spelen
Mer än fyra år före Dafovskas första seger i världscupen vann hon helt överraskande ett OS-guld i Nagano 1998. Hon hade tidigare den säsongen enbart varit på poängplats två gånger i världscupen och låg inför OS på 51:a plats i den totala världscupen. Hon har utöver OS i Nagano tävlat i spelen i Lillehammer 1994, Salt Lake City 2002 och Turin 2006. Utöver guldet har hon som bäst slutat åtta, på masstarten i Turin, och femma, på distansen i Salt Lake City.

## Världsmästerskapen
Dafovska har två medaljer från världsmästerskapen i skidskytte, båda brons. Det första var i sprint i Antholz 1995 och det andra i distans i Brezno-Osrblie 1997. Dessutom har Dafovska en fjärdeplats från jaktstarten i Pokljuka 1998 och en femteplats på distansen i Hochfilzen 2005. Hon har ställt upp i totalt åtta världsmästerskap mellan 1995 och 2005. Totalt har Dafovska nio individuella placeringar i topp-tio på VM.